# Rio Arnst
O rio Arnst é um afluente do rio Travers, que por sua vez desemboca no Lago Rotoiti, situado no "Nelson Lakes National Park" na Nova Zelândia.
O Parque fica no extremo norte da Ilha do Sul da Nova Zelândia. O Rio Arnst é nomeado assim por causa do campeão remador Jacob Diedrich Arnst, conhecido como Richard Arnst ou Dick Arnst.